# ایدئولوژی زبان
ایدئولوژی زبان در انسان‌شناسی (به ویژه انسان‌شناسی زبان‌شناختی)، زبان‌شناسی اجتماعی و پژوهش‌های میان‌فرهنگی مورد استفاده قرار می‌گیرد تا باورهای مربوط به زبان‌ها به همان صورتی که در دنیای اجتماعی آن‌ها مورد استفاده قرار می‌گیرد، مشخص شود. ایدئولوژی‌های زبانی چگونگی ارتباط باورهای زبانی گویشوران را با سامانه‌های اجتماعی و فرهنگی گسترده‌تری که به آن تعلق دارند، نشان می‌دهد و همچنین نشان می‌دهد که چگونه این سامانه‌ها چنین باورهایی را به وجود می‌آورند. با این کار، ایدئولوژی‌های زبانی فرضیات ضمنی و صریح در مورد یک زبان یا به‌طور کلی هر زبان با تجربه اجتماعی و همچنین منافع سیاسی و اقتصادی آن‌ها پیوند می‌دهند. ایدئولوژی‌های زبانی عبارتند از مفهوم‌پردازی در مورد زبان‌ها، گویشوران و شیوه‌های گفتاری. ایدئولوژی‌های زبانی مانند دیگر ایدئولوژی‌ها، تحت تأثیر منافع سیاسی و اخلاقی قرار و در یک محیط فرهنگی شکل می‌گیرند.